# 가나야항

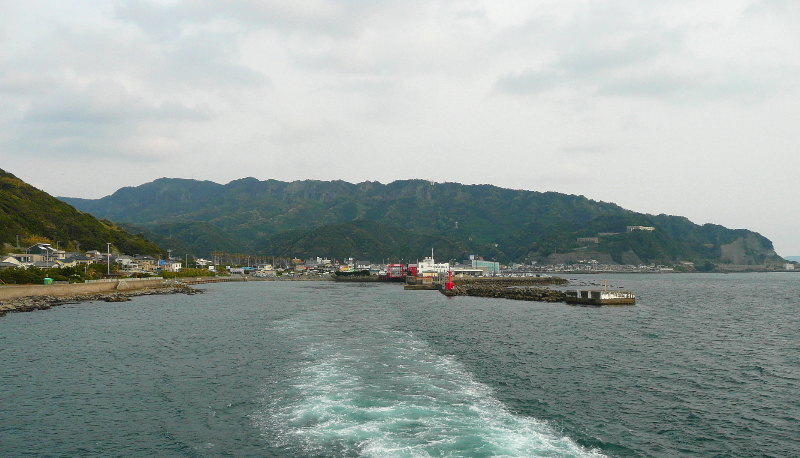
가나야항과 노코기리산

가나야항(일본어: 金谷港) 또는 가나야항은 일본 지바현 훗쓰시에 있는 항구이다. 도쿄만과 접해있으며, 가나가와현 요코스카시의 구리하마항까지 도쿄만 페리가 다니고 있다. JR 동일본 우치보선 하마카나야역에서 걸어서 6분 거리에 있으며, 국도 제127호선과도 가깝다.

## 같이 보기
- 구리하마항